# 조선총독부 청사와 관사
조선총독부 청사(朝鮮總督府廳舍, 영어: Japanese General Government Building, Seoul)는 일제 강점기 조선에서 일본 제국의 식민 통치를 시행한 최고 행정 관청인 조선총독부가 사용한 건물로, 1910년부터 1945년까지 여러 개의 건물을 거쳐갔다. 조선총독부 관사(朝鮮總督府官舍)는 조선총독부와 유관 기관의 관리들을 위해 지어진 주택이다.
1910년 한일 병합 이후 35년의 식민 통치 기간 동안에 조선총독부는 남산 왜성대와 경복궁의 총독부 청사 2곳과 남산 왜성대와 용산, 경무대의 총독 관저 3곳을 비롯하여 다수의 관사를 건립하였다. 조선총독부 청사는 한일 병합 조약에 의해서 조선총독부가 설치되자 1907년에 건립된 남산 왜성대의 통감부 청사를 총독부 청사로 전용하였다가 사무 공간의 부족으로 1926년에 경복궁 흥례문 구역을 철거한 터에 신청사를 건립하였다. 조선 총독의 관저는 남산 왜성대의 통감 관저를 1910년부터 관저로 사용하였고 1908년에 건립된 용산의 관저를 별도로 운용하였으며 1937년에 경복궁 신무문 밖 후원 지역에 총독 관저를 신축하였다. 한편 1910년 이후 식민 통치 기구가 정비되면서 조선에 체류하는 일본인 관리의 수가 증가하자 이들을 위한 관사가 대량으로 건설되어 보급되었다.
1945년 제2차 세계 대전에서 일본 제국이 패망하자 조선총독부 청사와 관사는 미군정청에 인계되었다. 1948년에 대한민국 정부가 수립되자 대한민국 정부가 청사와 관사를 다시 인계받아 대통령 관저, 정부 청사, 박물관 등으로 활용하였다. 1950년 한국 전쟁을 거치면서 청사와 관사의 일부가 파괴되었고, 인공기가 게양되었으며 9월 28일 다시 태극기를 게양했다. 1986년 8월부터 1995년까지 박물관으로 사용하다가 김영삼 정부때 3월 1일 광복 50주년 행사할때 일제 강점기의 잔재 청산을 이유로 그때까지 현존하던 청사와 관사를 모두 철거함으로써, 당시 미국의 CNN, 영국 BBC, 중국 신화통신사, 일본 NHK 등, 전 세계 언론으로부터 주목을 받았다. (조선총독부 지붕에 있던 첨탑은 현재 독립기념관에 보관되어 있다.)

## 청사

### 왜성대 총독부 청사

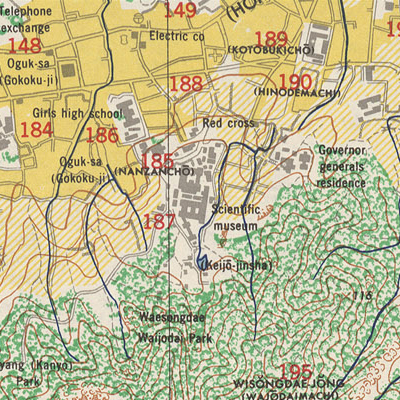
청사 주변 지도

일본은 대한제국과 1905년 11월 17일에 을사조약을 강제로 체결하고, 같은 해 12월 20일에 통감부 및 이사청 관제를 공포하였다. 통감부를 서울에 설치하기로 한 조약 내용에 따라 1906년 2월 1일에 통감부 및 각 이사청의 개청식을 열었다. 처음에는 광화문 육조거리의 대한제국의 외부(外部) 청사를 통감부 청사로 사용하다가 1907년 2월 28일에 남산 왜성대(현재 서울특별시 중구 예장동 8번지 일대)에 르네상스 양식의 2층 목조 건물로 통감부 청사를 건립하였다.
1910년 8월 29일에 한일 병합 조약이 체결되고 조선총독부가 설치되자 일본은 왜성대 통감부 청사를 조선총독부 청사로 사용하였다. 1910년에 사무 공간의 부족으로 증축 공사가 이루어져 '一'자형의 건물이 '口'(구)자형으로 변형되었지만 사무 공간의 부족 현상은 해결되지 못하여 1911년에도 기존 건물과는 별도로 다시 증축 공사가 진행되었다. 일제 강점기 당시 왜성대 총독부 청사를 파괴하려는 시도가 있었다. 1920년에 조선 총독과 총독부를 암살·파괴하는 계획이 있었지만 미수에 그쳤고, 1922년에는 김익상이 전기수리공으로 위장하여 총독부 청사에 들어가 폭탄을 던진 사건이 있었다.
1926년에 조선총독부가 경복궁 신청사로 이전하자 1925년에 다이쇼 천황의 결혼 25주년을 맞이하여 사회교육장려금으로 조선총독부에 하사되었던 은사금 17만원을 이용하여 1926년 1월에 은사기념과학관(恩賜記念科學館)의 창설을 준비하게 되고, 1927년 5월부터 왜성대 조선총독부 청사를 과학관으로 사용하였다.
광복 이후 1945년 10월에 국립과학박물관으로 개칭되었고, 1948년에 국립과학관으로 개편되어 청사를 사용하다가 한국 전쟁 때 소실되었다. 서울애니메이션센터 앞 도로변에 1995년 9월에 ‘김익상의사 의거 터’ 표석과 2003년 12월에 ‘통감부 터’ 표석이 설치되었다.

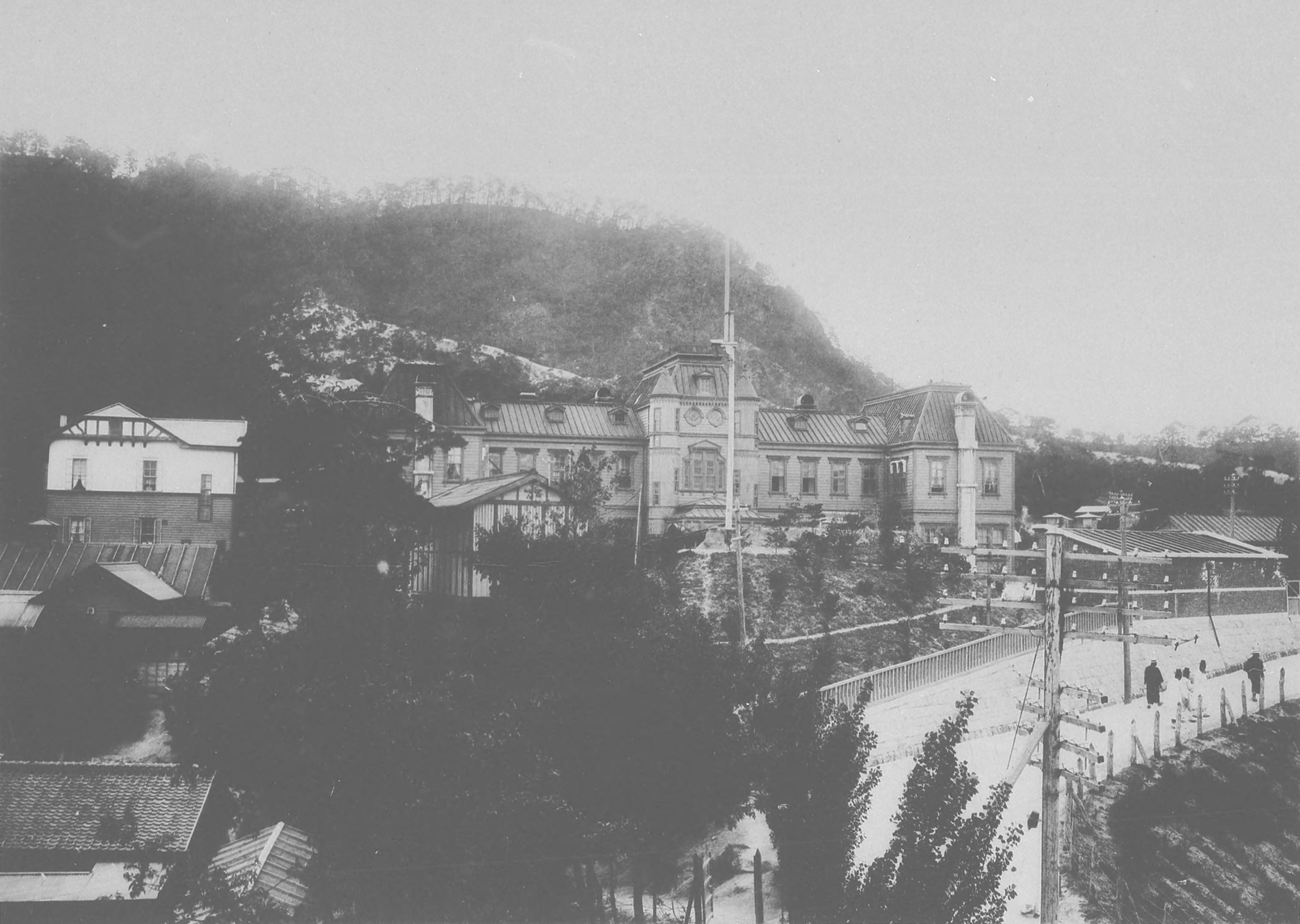
초기 전경
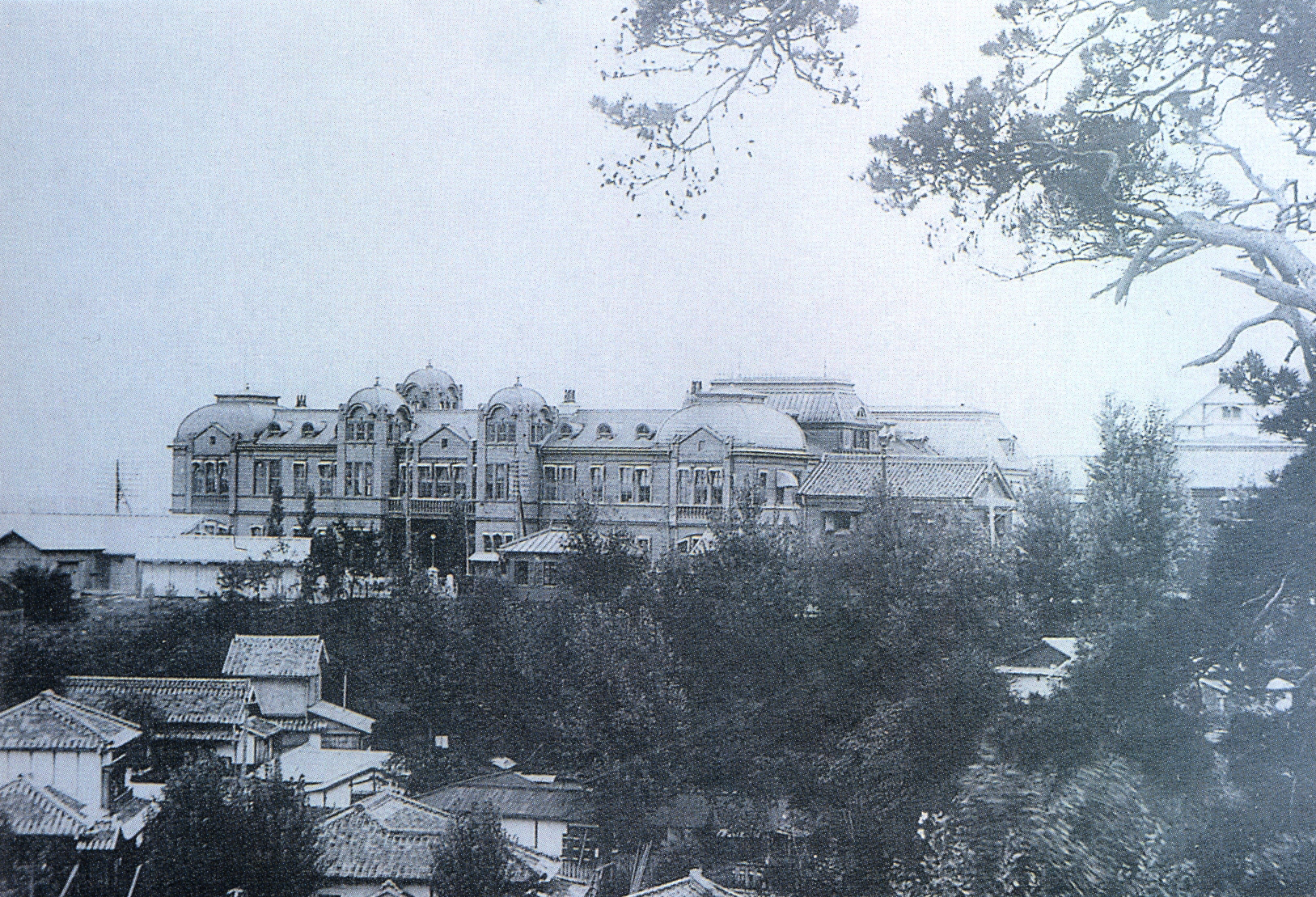
증축 이후 전경
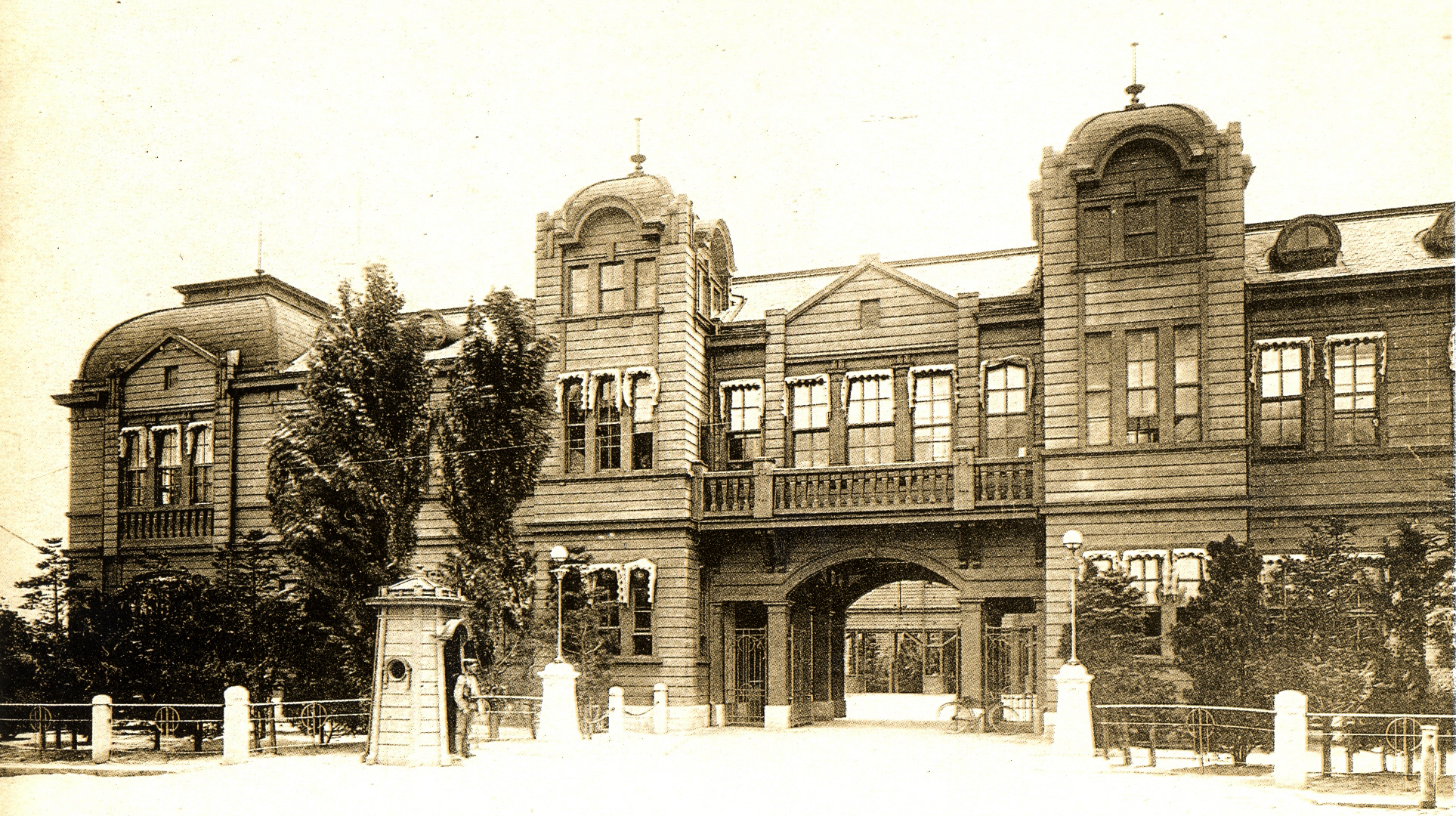
증축 이후 전경

### 경복궁 총독부 청사

#### 일제 강점기

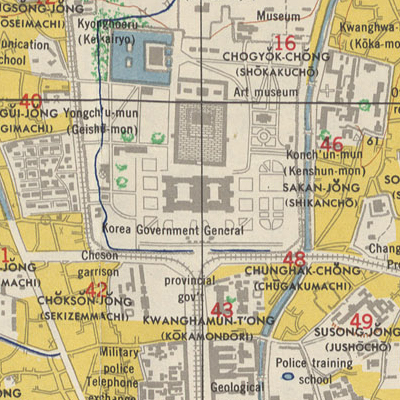
청사 주변 지도

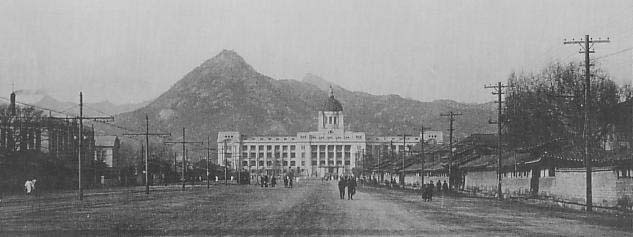
광화문통에서 바라본 청사

조선총독부는 1907년 2월에 남산 왜성대에 건축한 통감부 청사를 1910년 합병 이후 총독부 청사로 사용하다가 1926년 1월에 경복궁 신청사로 이전하였다. 총독부 신청사 부지는 현재 종로구 동숭동 옛 서울대학교 문리대 자리와 서울특별시청 자리가 물망에 올랐지만 초대 총독 데라우치 마사타케가 이를 반대하여 일본인 건축가 이토 주타에 의해서 경복궁 흥례문 구역이 신청사 부지로 선정되었다. 경복궁 흥례문 구역은 1915년에 경복궁에서 개최된 조선물산공진회의 전시장으로 사용하기 위해서 총독부 청사의 신축이 시작되기 이전에 이미 철거된 상태였다.
조선철도호텔을 설계한 독일인 건축가 게오르크 데 랄란데가 1912년부터 총독부 청사의 설계에 착수하여 1914년에 사망하기 전까지 기초 설계를 마쳤고, 라단데가 사망한 후에는 일본인 건축가 노무라 이치로, 구니에다 히로시 등이 청사의 설계를 완성하였다. 총독부의 직영공사 체제였으나 1차 공사는 일본 건설 회사 오쿠라구미(大倉組, 현 다이세이건설), 2차 공사는 시미즈구미(淸水組, 현 시미즈건설) 경성지점이 시공하였다. 1916년 6월 25일에 땅의 신(地神)에게 공사의 안전과 건물의 번영을 기원하는 제사 의식인 지진제를 신토 방식으로 근정문 앞뜰에서 거행하였다. 1916년 7월 10일에 착공하여 1920년 7월 10일에는 정초식을 거행하여 제5대 조선 총독 사이토 마코토의 휘호가 새겨진 정초석을 설치하였으며, 1923년 5월 17일에 상량식을 거행하였다. 1926년 1월 4일에 건물을 완공하여 시용식을 거행하였고 같은 해 10월 1일 시정기념일에 맞추어 건물의 완공을 축하하는 의식인 낙성식을 가졌다.
총독부 청사의 신축 공사는 처음에는 5개년 계획과 300만 엔의 예산으로 시작하였지만 완공까지 10년이 걸렸고, 675만 1,982엔의 예산이 소요되었다. 청사 신축 과정에 조선인 건축가로 조선총독부 토목부 건축과 기수 박길룡과 이훈우, 고용직으로 이규상(李圭象), 김득린(金得麟), 손형순(孫亨淳), 박동린(朴東麟) 등이 참여하였고, 일본인과 중국인 석공 300명과 조선인 노동자 2백만 명(연인원)이 동원되었다.
총독부 신청사는 당시 일본의 본토와 식민지에서 가장 큰 건축물이었으며 동양 최대의 근대식 건축물이었다. 건물 안쪽에 뜰을 배치한 ‘日’자형 평면에 지층과 지상 4층을 올린 총건평 9,600여 평의 건물로 철근 콘크리트 구조에 벽돌로 기둥 사이의 벽을 채우고 외부를 화강석으로 마감한 위에 돔 모양의 중앙탑옥을 얹었다. 르네상스 양식에 바로크 양식을 절충한 네오르네상스 양식으로 식민지 지배기구로서의 권위를 강조하였다. 총독부 청사의 준공과 함께 광화문은 경복궁의 동쪽으로 이전되었고 청사 앞에는 광장이 조성되었다. 청사의 건축에는 조선에서 산출된 목재와 화강석, 대리석, 석회를 주재료로 사용하였고 공예품, 조각 등의 장식재는 해외에서까지 수입해서 시공하였으며, 조선은행과 철도호텔에 이어서 조선에서 세 번째로 아홉 대의 엘리베이터가 설치되었다.
청사 중앙홀의 남북 벽면에는 일본인 서양화가 와다 산조가 조선의 금강산 선녀 전설과 일본의 미호의 마쓰바라에 전해오는 하고로모 전설을 모티브로 하여 제작한 벽화 《하고로모》(羽衣)가 설치되었다. 벽화는 두 전설의 친연성을 강조하여 당시 조선총독부의 통치 이념인 내선일체를 상징하였고, 총독부 청사의 해체 당시에 분리되어 국립중앙박물관의 수장고에 보관 중이다. 와다 산조의 벽화 외에도 중앙홀에는 일본인 조각가 아사쿠라 후미오가 조각한 데라우치 마사타케와 사이토 마코토의 동상이 세워졌다.

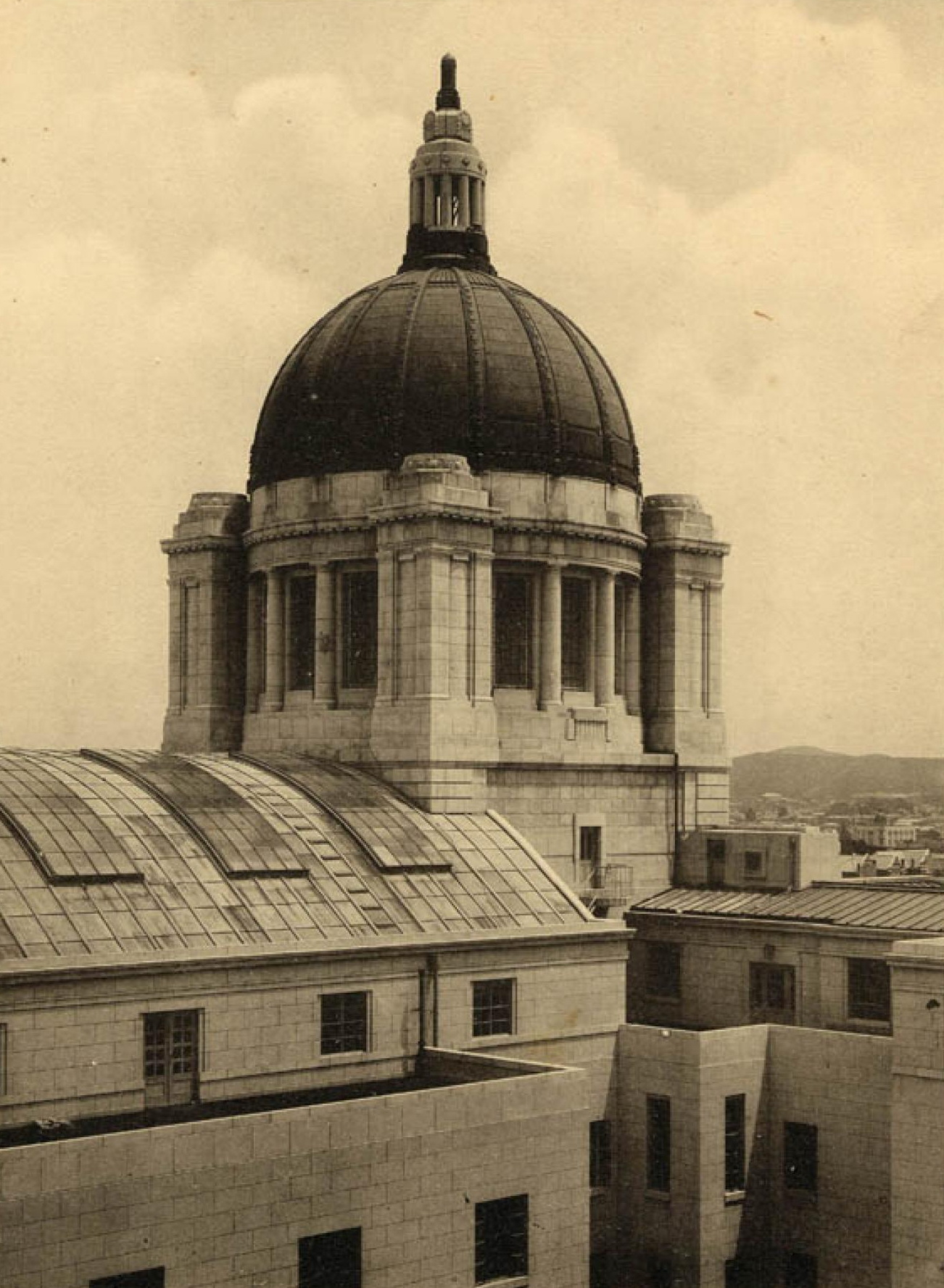
중앙탑옥
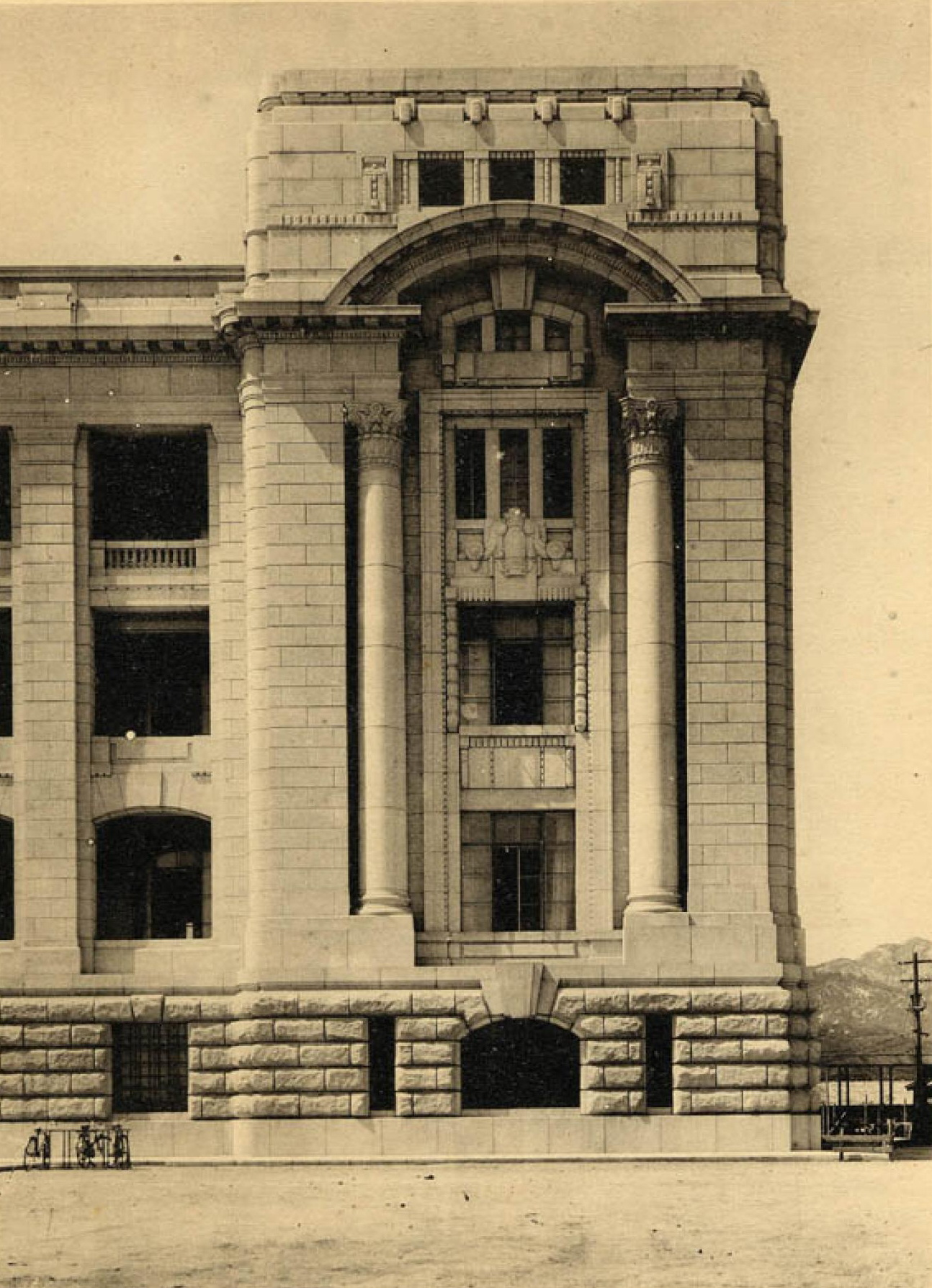
동남외각옥 정면
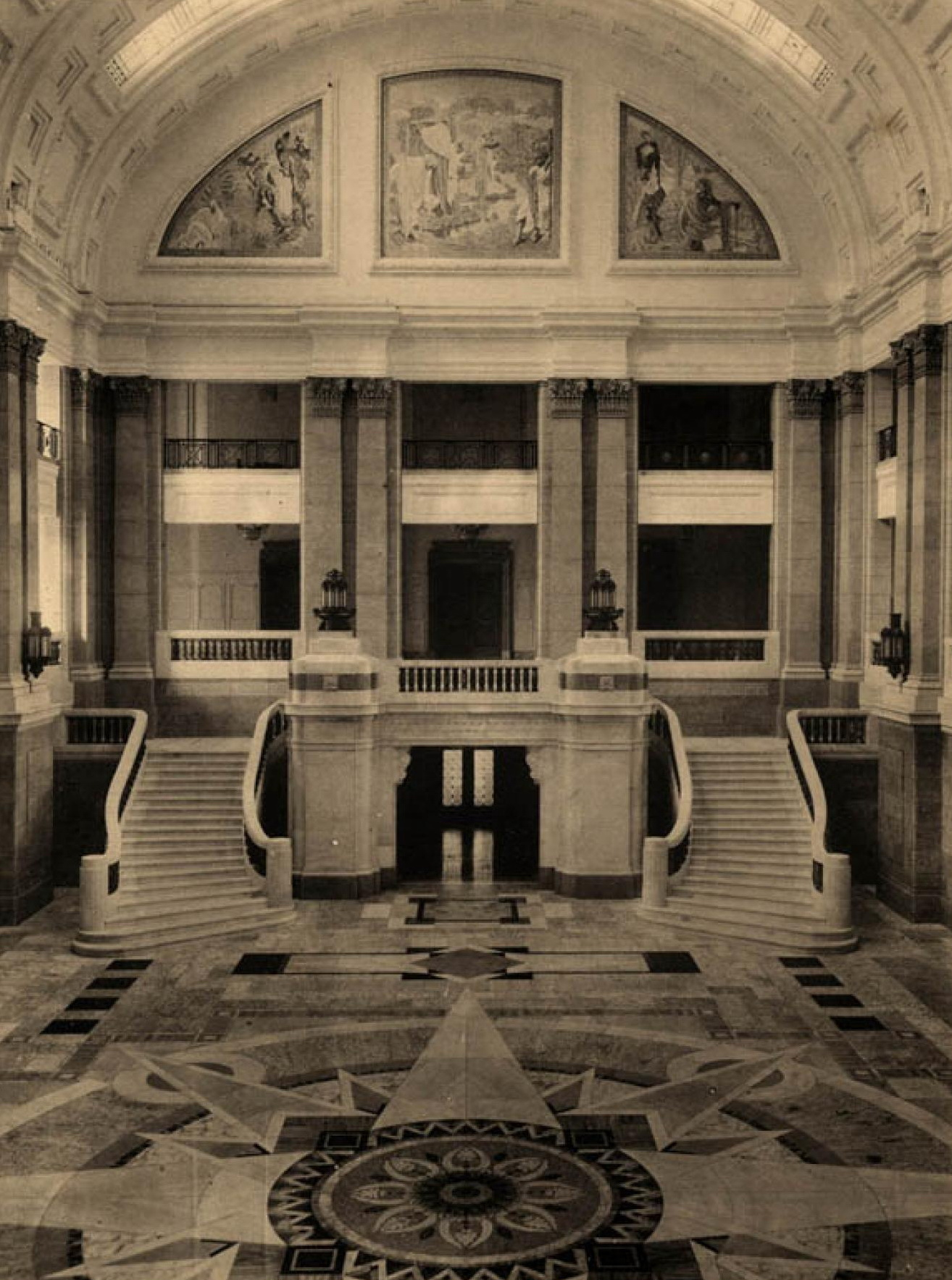
중앙홀 북측
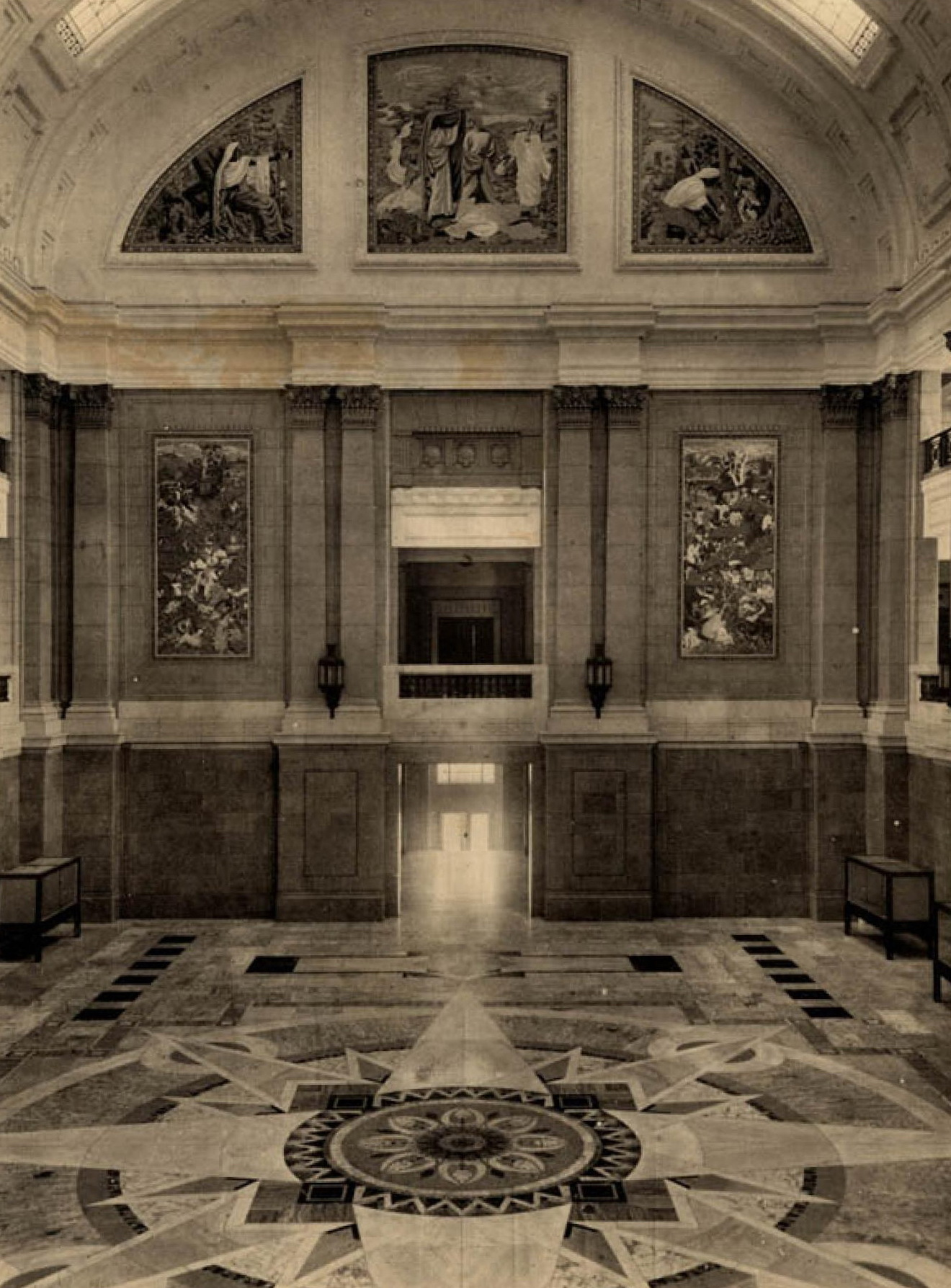
중앙홀 남측
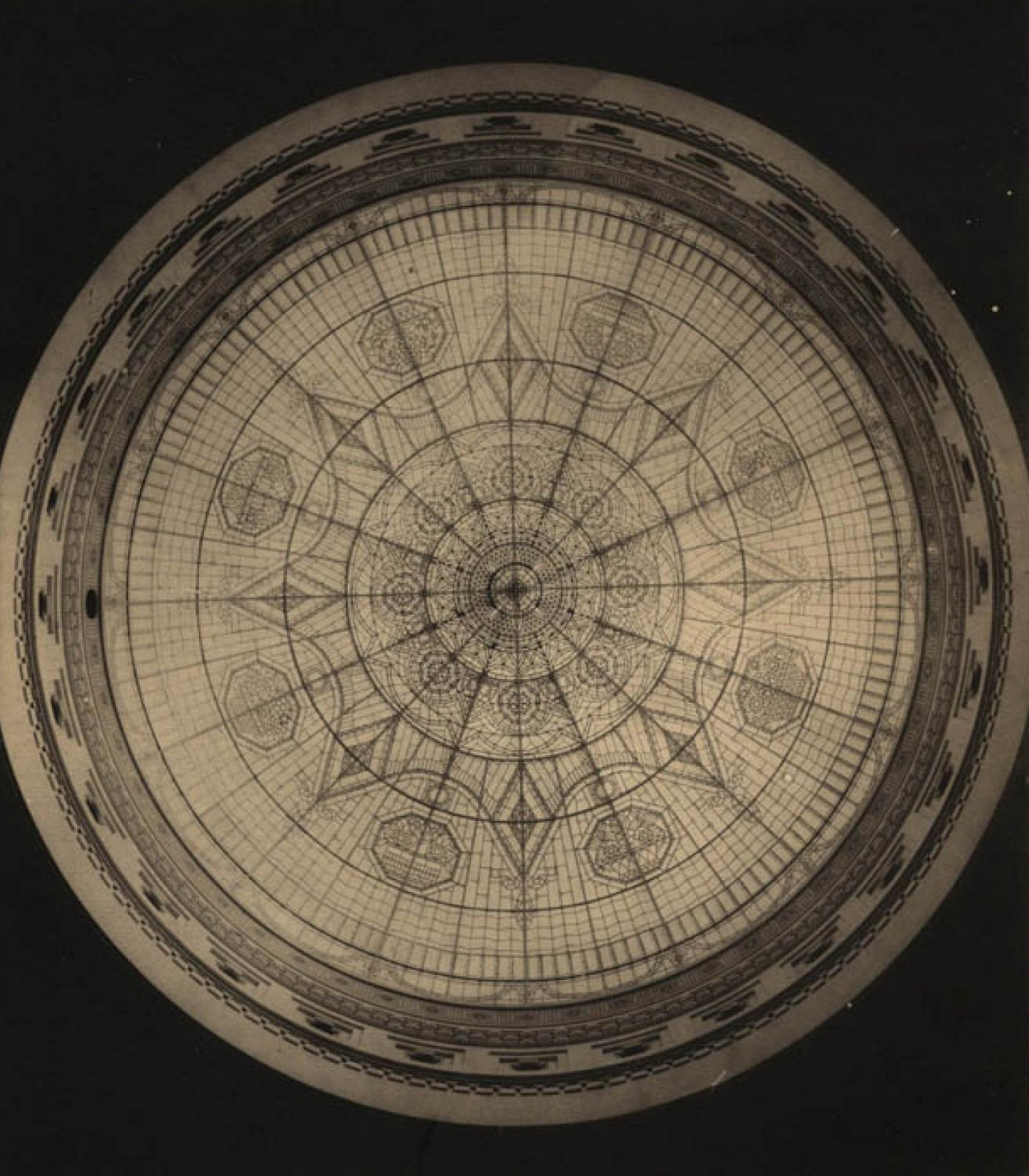
천장 유리화

#### 광복 이후

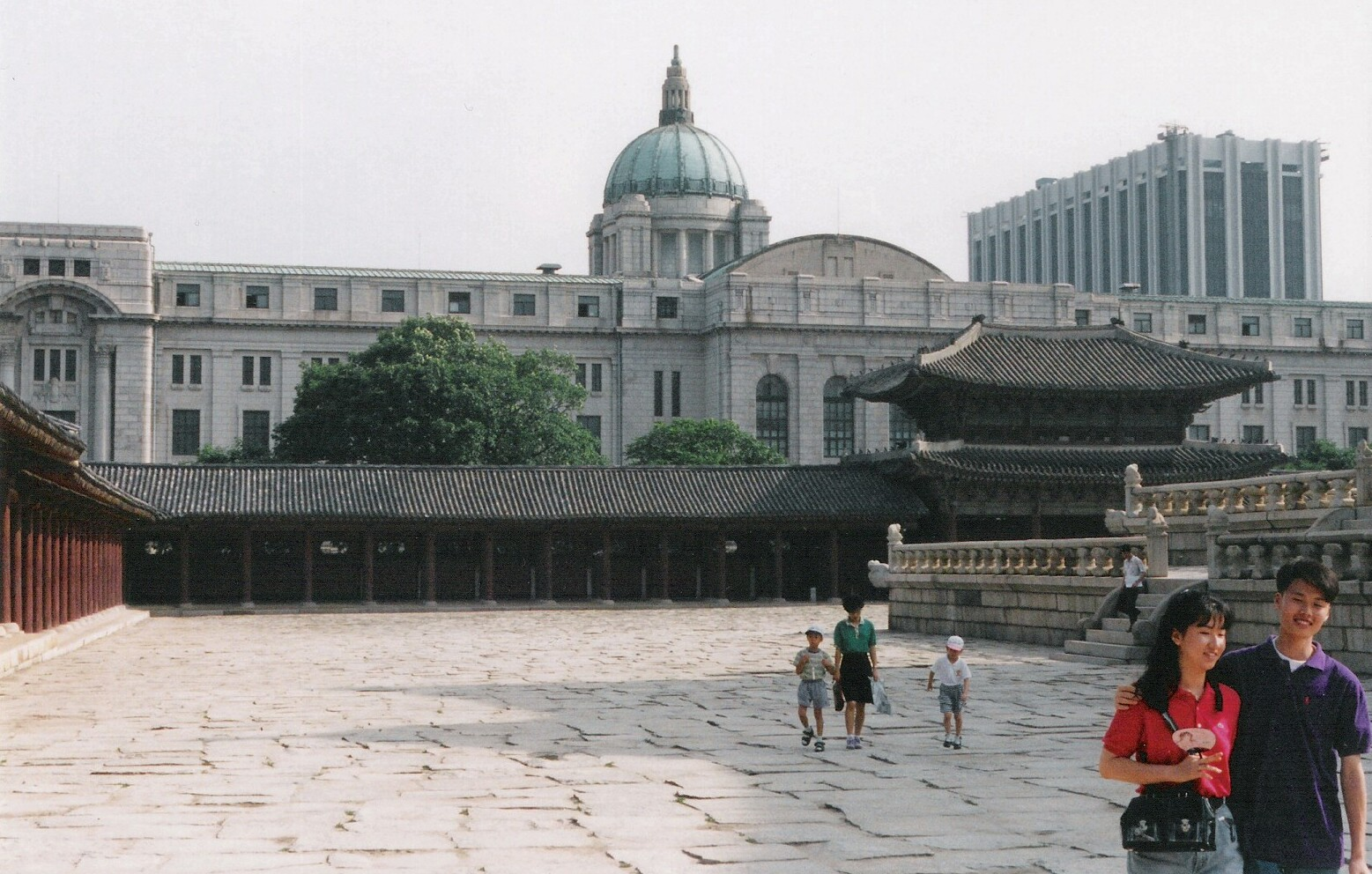
국립중앙박물관 (1995년)

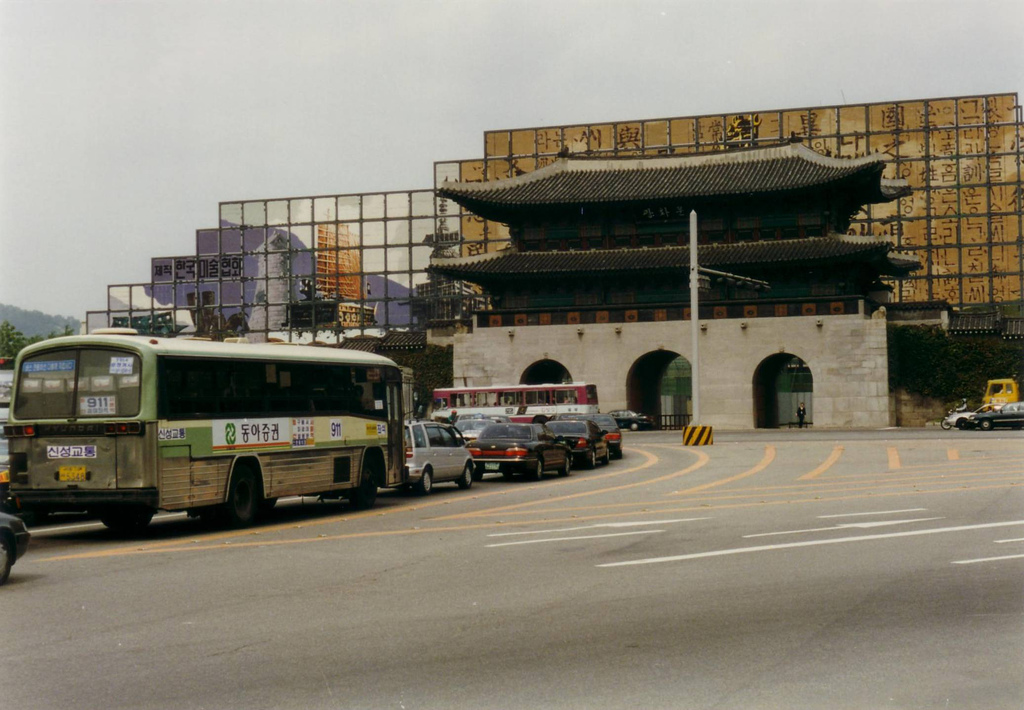
철거 가림막의 설치 (1996년)

1996년 11월 13일 완전 철거되는 구 조선총독부 청사 건물

제2차 세계 대전의 결과로 일본이 연합군에 항복하자 1945년 9월 9일에 서울에 진주한 미군이 총독부 청사를 재조선미육군사령부군정청의 청사로 사용하였다. 같은 날 오후 2시부터 4시 30분까지 총독부 청사의 제1회의실에서 오키나와 주둔 미 제24군 군단장 존 하지 중장과 제9대 조선 총독 아베 노부유키 사이에 항복 문서 서명식이 있었다. 미군정에 의해 청사는 캐피탈 홀(Capital Hall)이라 불리게 되었고, 중앙청(中央廳)이라는 이름은 정인보가 캐피탈 홀을 번역하여 지은 것이다. 1948년 5월 10일에 청사 중앙홀에서 제헌국회를 개의하였고, 1948년 8월 15일에는 청사 앞뜰에서 대한민국 정부 수립 선포식이 거행되었다. 한국 전쟁 중에는 조선인민군이 인민군 청사로 사용하다가 퇴각하면서 방화하여 내부가 완전히 소실되었고, 1950년 9월 26일에 중앙청은 대한민국 국군이 다시 탈환하게 된다. 1962년 11월 22일에 한국 전쟁으로 파괴된 청사를 복구하여 중앙청 본청 개청식을 열었고, 정부서울청사를 신축하여 이전하기 전까지 대한민국의 정부 청사로 사용하였다. 1968년에 서양식 정문을 철거하고 광화문을 옛 자리에 복원하였다. 1986년 8월 21일에 청사의 개보수 작업을 거쳐 국립중앙박물관으로 개관하였다.
총독부 청사를 철거해야 한다는 주장은 대통령 이승만 집권 당시부터 나왔지만 경제적인 이유로 보류되었고, 대통령 노태우도 철거를 지시했었으나 청와대 비서진이 바뀌면서 다시 무산되었다. 1991년 1월 21일에 문화부 장관 이어령은 업무 보고를 통해 총독부 청사를 철거하고 일제에 의해 파괴 변형된 경복궁의 원형을 복원하겠다고 밝혔다. 1991년 6월에 일본 근대 건축사 연구자로 구성된 〈메이지 건축 연구회〉는 총독부 청사를 아시아 근대 건축사에 있어 가치있는 건축물로 평가하며 경복궁의 복원과 총독부 청사의 보전을 함께 하는 방향으로 철거 계획의 재검토를 대한민국 정부에 요청하였다. 1993년 8월 9일에 대통령 김영삼은 민족정기 회복을 위해 총독부 청사를 해체하여 경복궁을 복원하고 새로운 국립중앙박물관을 국책사업으로 건립하라고 내각에 지시하였다. 1994년에 총독부 청사의 철거 문제가 본격화되면서 철거와 보존이라는 논쟁의 대립 속에서 ‘완전철거론’과 ‘현상보존론’, ‘이전복원론’ 등의 주장이 제기되었다.
1995년 8월 15일에 광복 50주년 경축식에서 총독부 청사 중앙돔 랜턴의 해체를 시작으로 철거에 들어갔다. 1995년 8월에 일부 서울특별시 시의원들이 서울시의회에 청사의 역사적 가치와 경제적 이유로 ‘구 조선총독부 건물철거보류 동의안’을 제출하였다. 1996년 6월에는 〈국립중앙박물관 건물 보존을 위한 시민의 모임〉이 서울지방법원에 ‘건물 훼손 및 철거 금지 가처분 신청’을 하였지만 1996년 7월에 서울지방법원은 가처분 신청을 각하하였다. 1996년 11월 13일에 총독부 청사의 지상 부분 철거가 완료되었고 1998년 8월 8일에 독립기념관은 중앙돔 랜턴과 건축부재로 ‘조선총독부 철거부재 전시공원’을 개원하여 일반에 공개하였다.

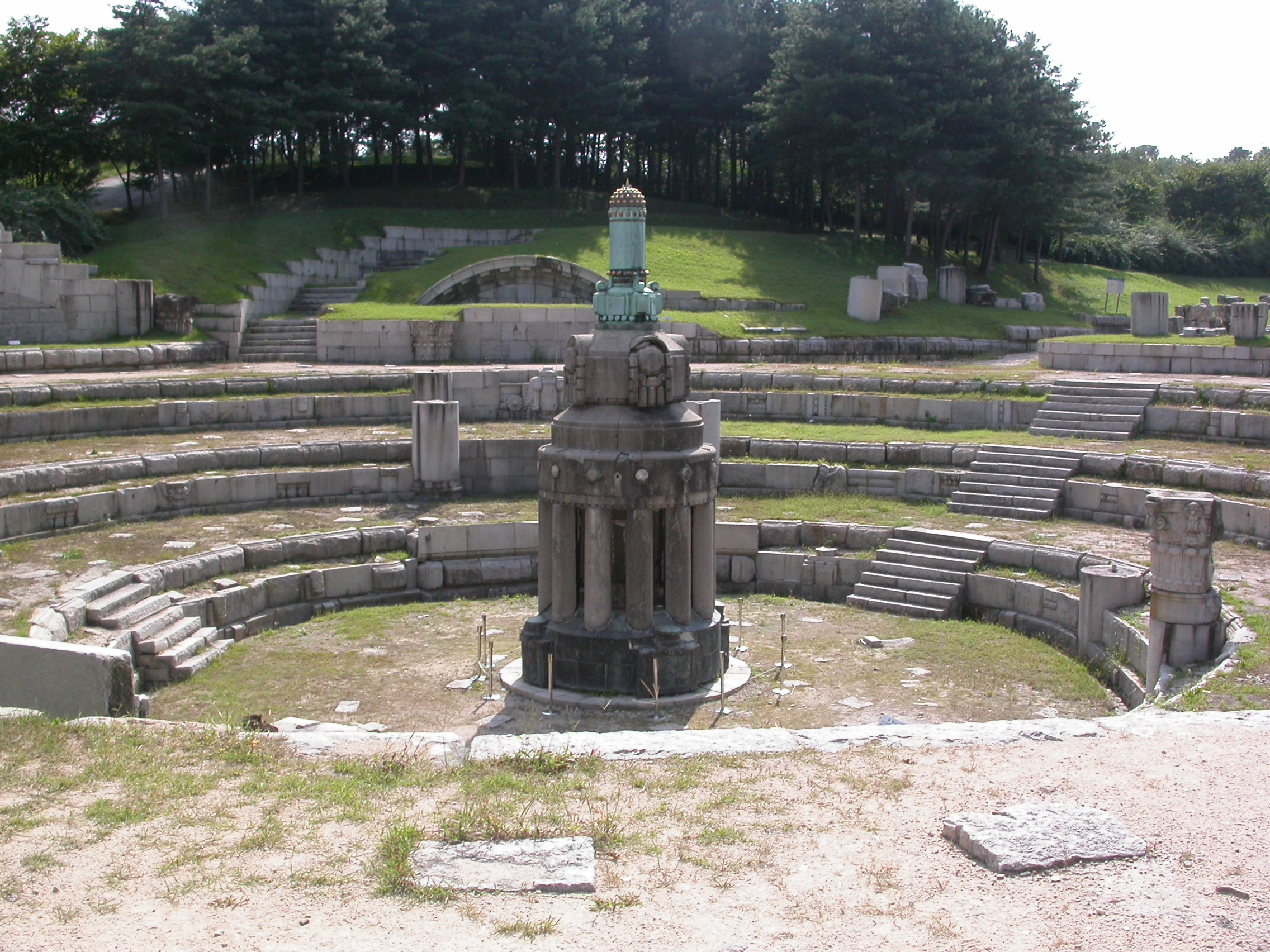
총독부 철거부재
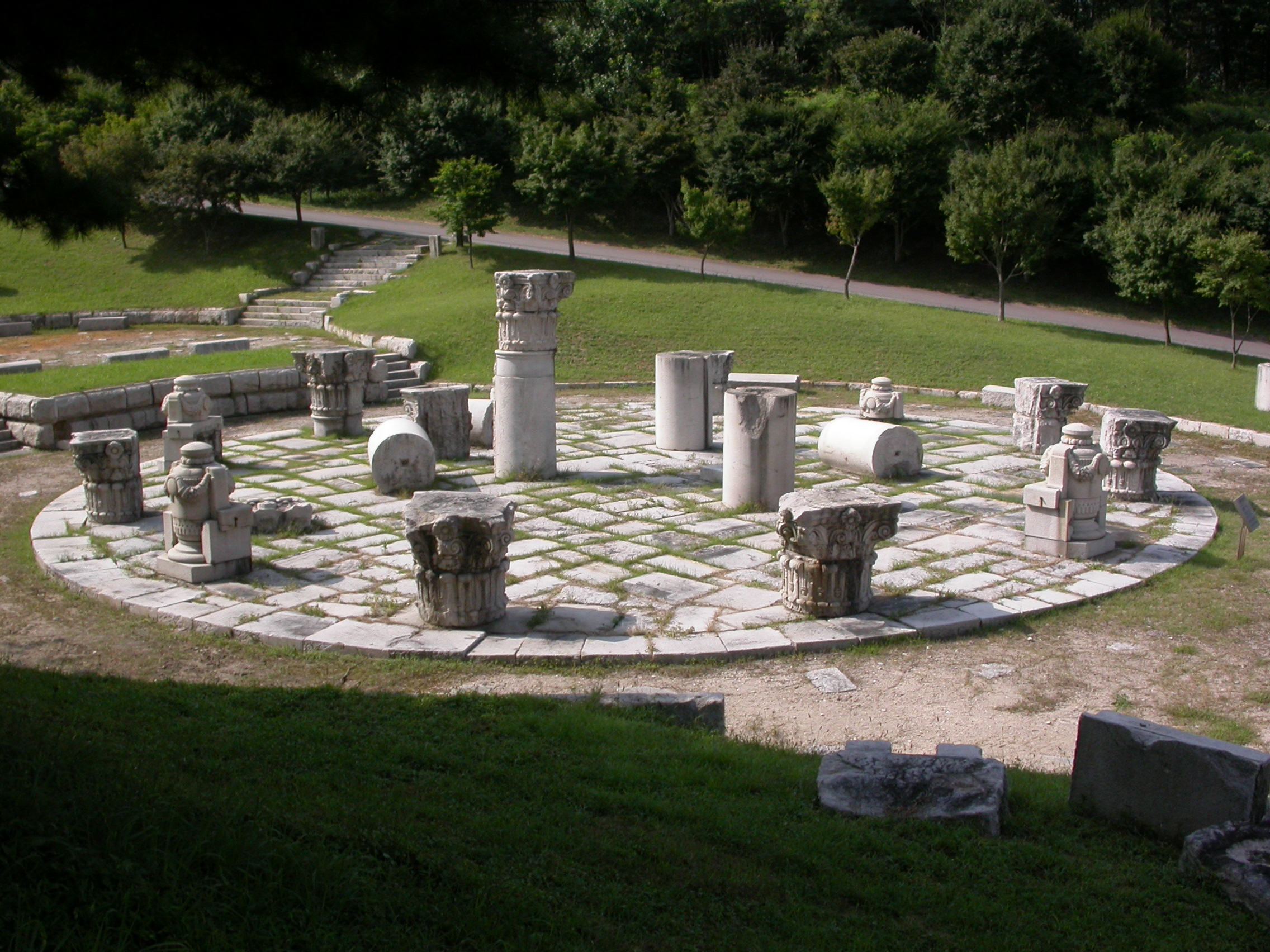
총독부 철거부재
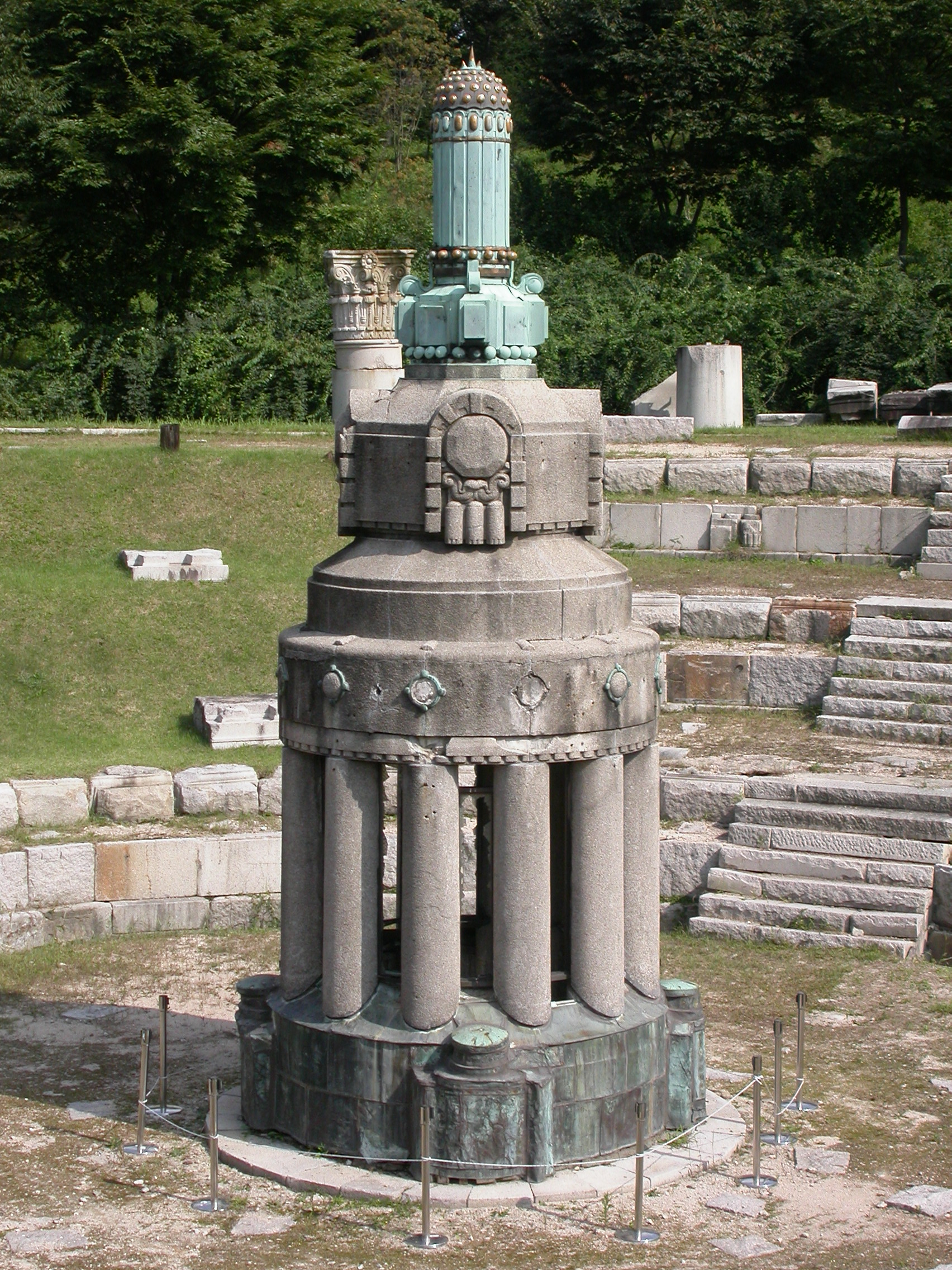
중앙돔 랜턴
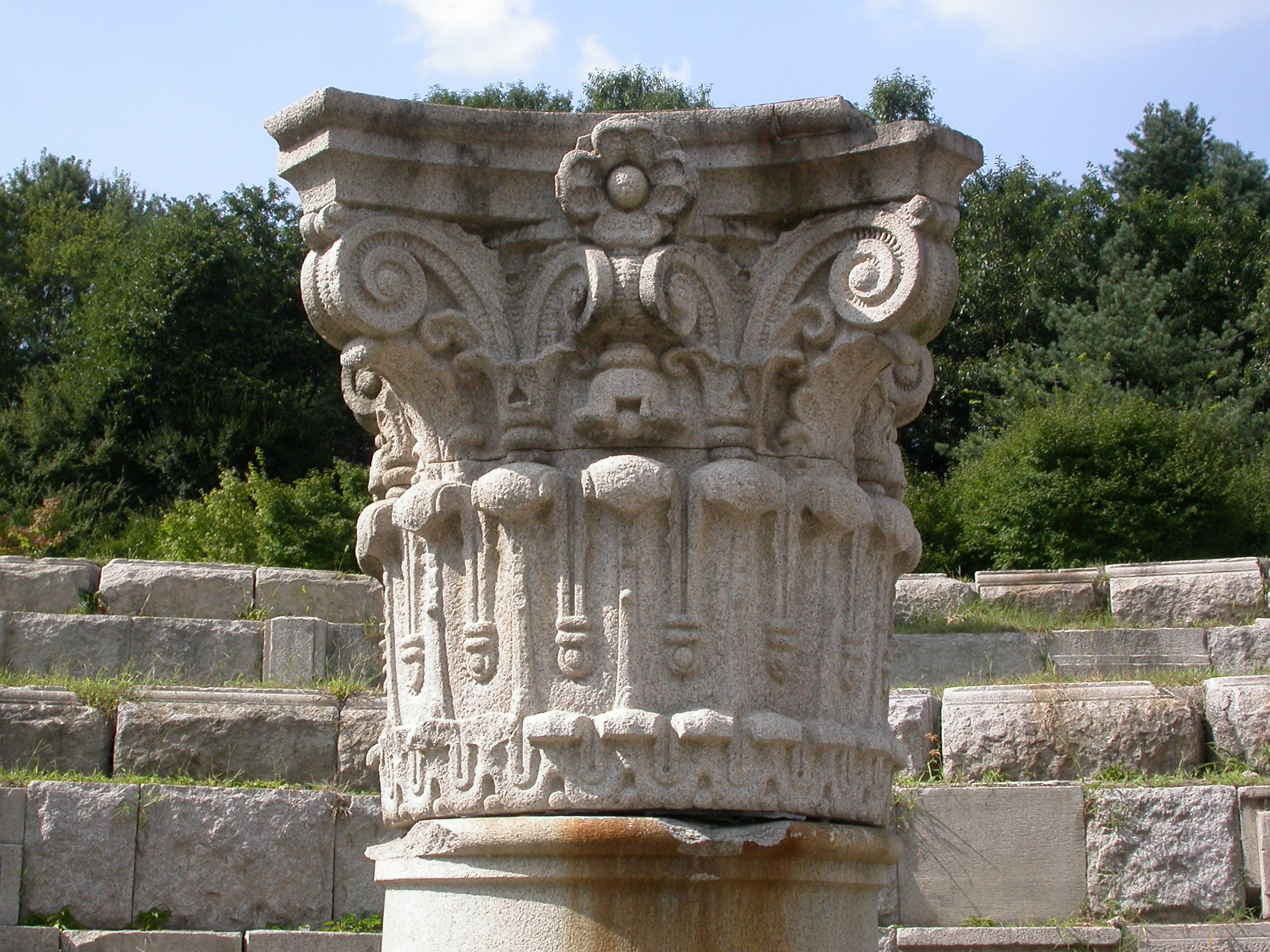
기둥 상부
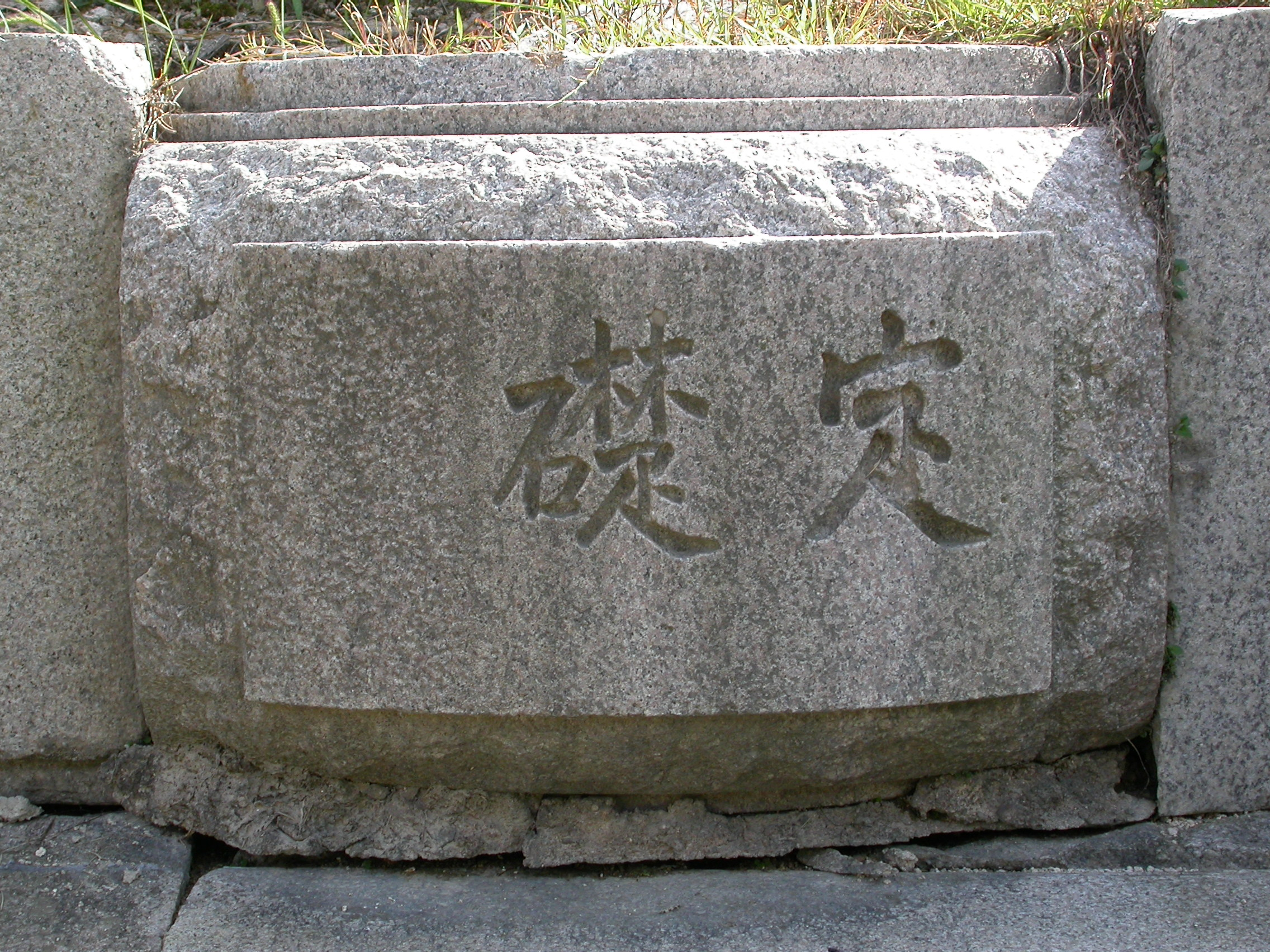
정초석

## 관사

### 왜성대 총독 관저
일본은 갑신정변의 결과로 체결된 한성조약 제4조에 의거해 공사관 부지와 건물의 공사비를 조선 정부에 요구했다. 1893년에 남산 북쪽(현재 서울특별시 중구 예장동 2-1)에 공사관 건물을 신축하였고, 1906년 2월에 한국 통감부가 설치되면서 통감부 청사로 사용되었다. 1907년 1월에 통감부가 남산 왜성대의 신축 청사로 이전하면서 기존 청사는 통감 관저로 전용되었고 1910년 이후에는 총독 관저로 사용되었다.
1907년 10월 16일에 대한제국을 방문한 일본 황태자 요시히토가 관저를 4일간 숙소로 이용하였다. 1908년에 다쓰노 긴고(辰野金吾)가 새로운 통감 관저를 설계하였으나 같은 해 용산에 가타야마의 통감 관저가 들어서면서 계획으로 끝났다. 1910년 8월 22일 오후 4시에 제3대 한국 통감 데라우치 마사타케와 대한제국 총리대신 이완용이 관저 2층에서 을사조약을 조인하였다. 조선총독부 총독 관저가 경복궁 뒤편의 경무대로 옮겨간 이후 왜성대 총독 관저는 역대 통감과 총독의 초상과 관련 유물을 전시하는 시정기념관(始政記念館)으로 개편되어 1940년 11월 22일에 개관식을 거행하였다. 시정기념관으로 개관하면서 을사조약을 체결한 공간을 기념하는 전시 공간인 병합조인실이 설치되었다.
광복 이후 1946년 4월 25일에 민속학자 송석하의 주도에 의해서 국립민족박물관으로 개관하였다가 1950년에 국립박물관 남산 분관으로 흡수되었다. 1954년 6월에 연합참모본부가 신설되자 청사로 사용하였고 국립박물관은 석조전으로 이전하였다. 하지만 이후 건물이 언제 철거되었는지는 알려지지 않았으며, 현재 서울종합방재센터로 들어가는 길목에 위치한 다목적 광장이 건물의 위치로 추정된다.

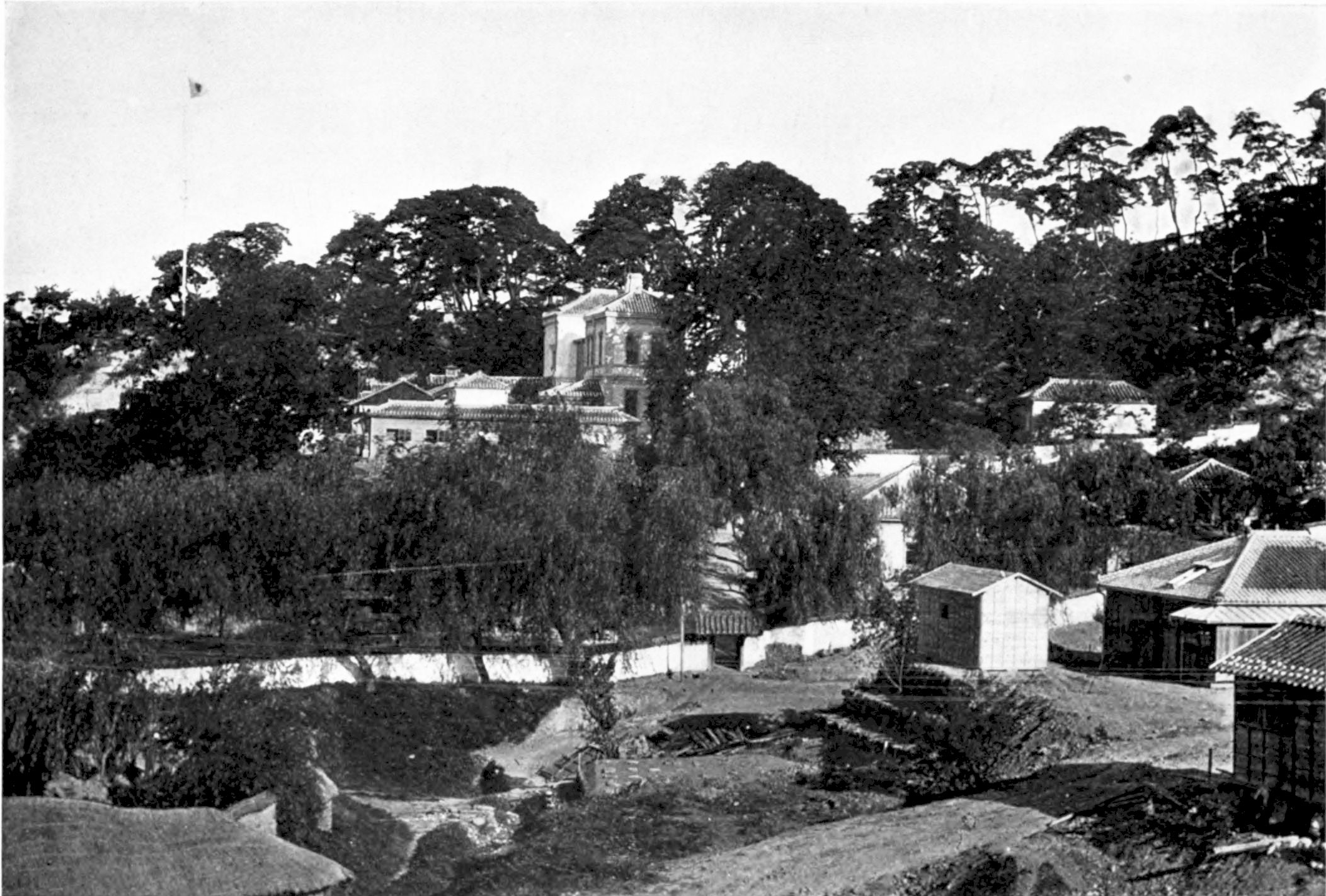
일본 공사관 (1900년경)
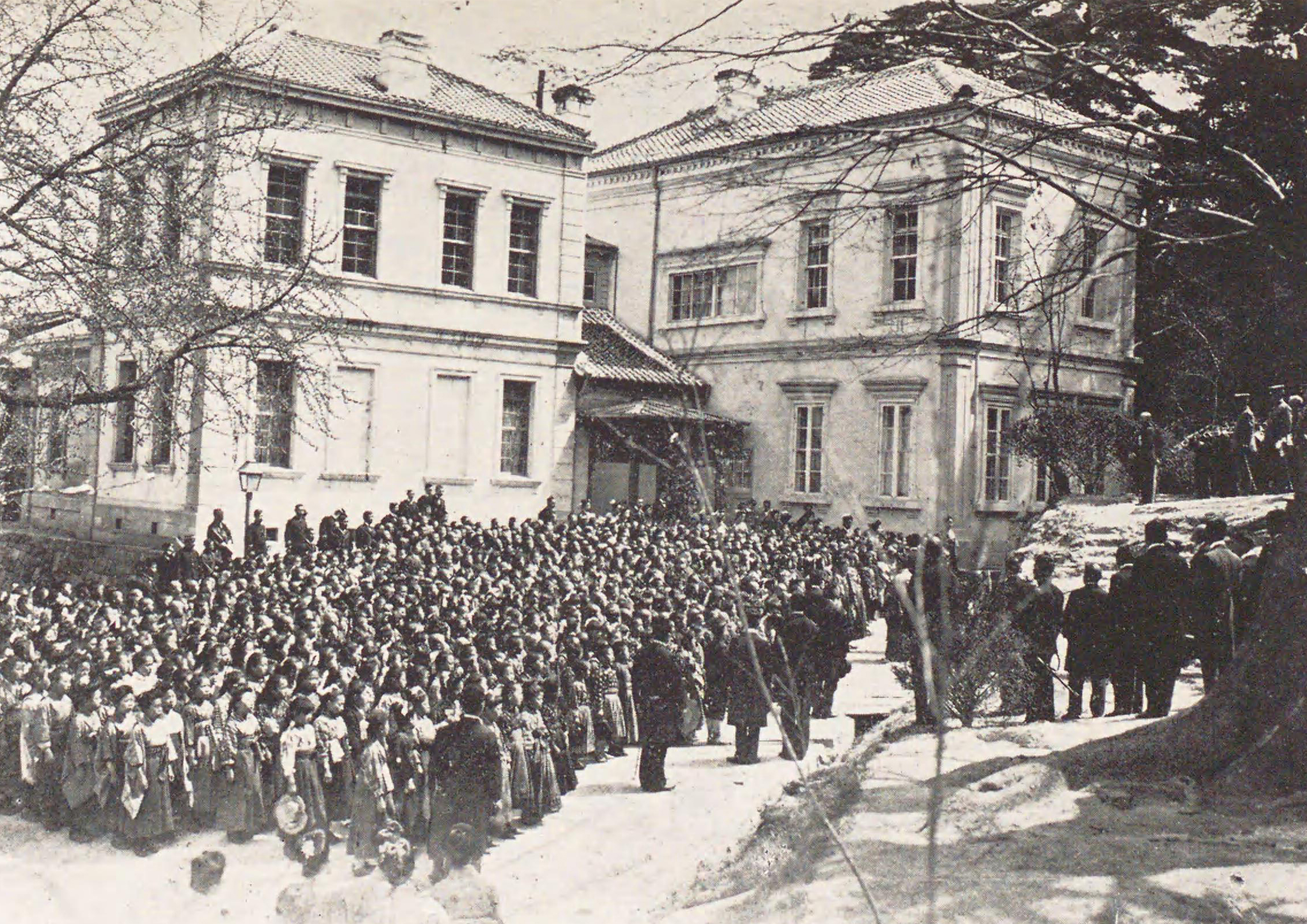
통감 관저 (1906년)
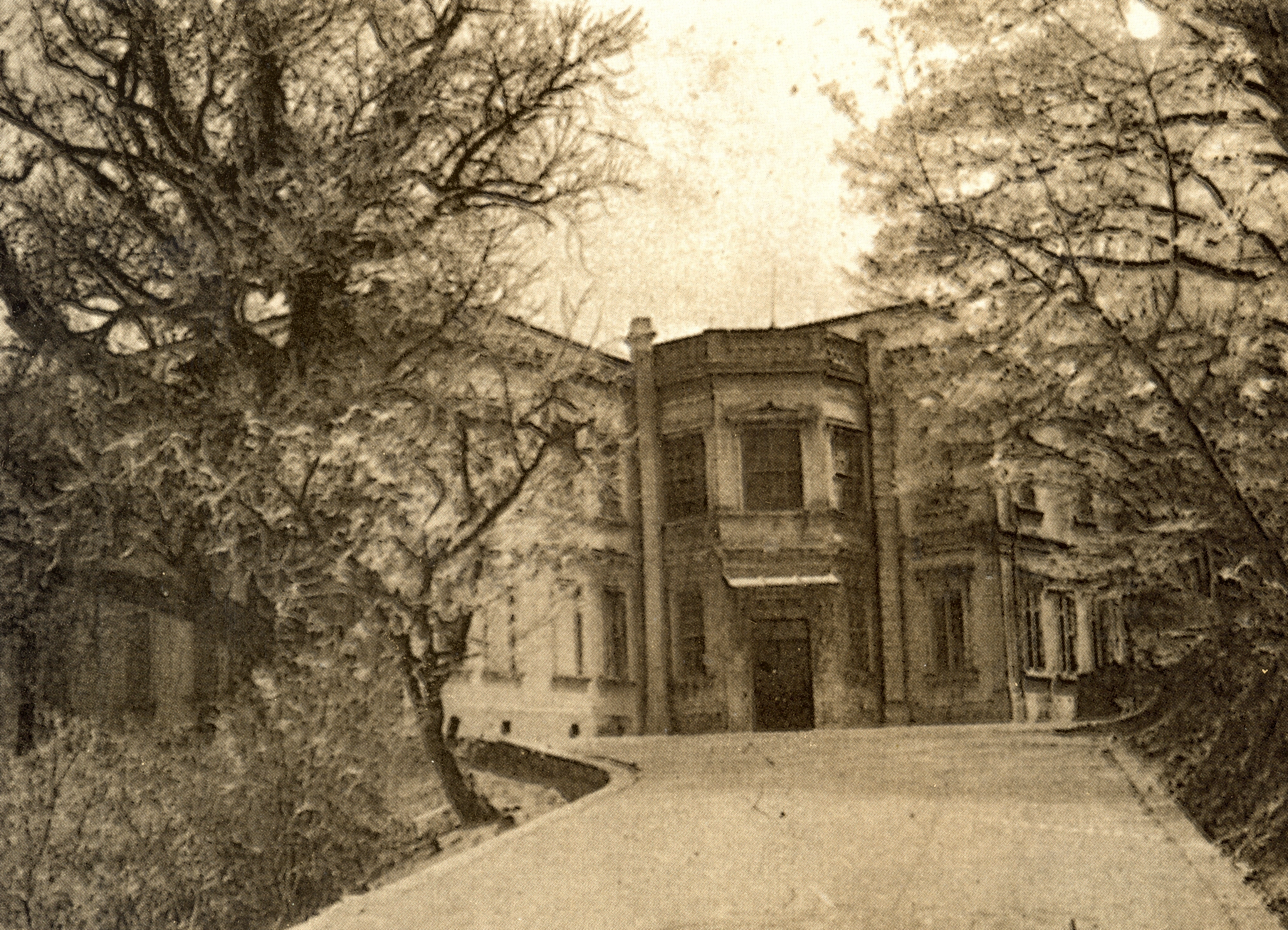
총독 관저

### 용산 총독 관저

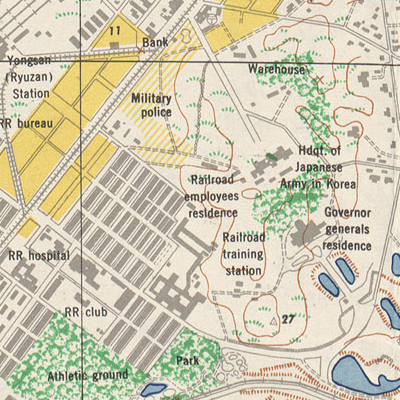
청사 주변 지도

제2대 조선 총독 하세가와 요시미치가 조선 주둔 일본군 사령관으로 재임하던 1908년에 러일 전쟁 이후 남은 군비잉여금을 사용하여 건축한 것으로 알려져 있는 총독 관저이다. 현재 용산 미군기지 안에 포함된 관저 부지는 일제강점기 당시 지번으로는 한강통 11-43에 해당한다. 일설에는 1912년에 총독 하세가와가 건립하였다고 기록되어 있으나 하세가와는 1916년에서 1919년까지 조선 총독으로 재직하였기 때문에 관저는 하세가와가 조선군 사령관으로 재직하던 시기에 건립한 건물로 추정된다. 국가기록원에 소장된 관련 도면 중에도 연도가 1907년으로 기록되어 있는 도면이 있다.
일본인 건축가 가타야마 도쿠마가 설계하였고 가타야마는 이 일로 1908년 6월에 고종 황제로부터 훈일등 팔괘장을 수여받았다. 가타야마는 당시 일본에 아카사카 이궁, 표경관(현재 도쿄 국립박물관 고고유품전시관) 등을 세우며 최전성기를 구가하였던 건축가이며 네오바로크 양식의 궁정 건축을 선도하고 있었던 인물이다. 관저는 2층으로 지붕은 박공창을 가진 높은 박공지붕으로 구성하였으며 입면은 네오바로크 양식으로 장식하였다. 1908년에 착공하여 이듬해에 완공되었고 1945년까지 그대로 유지되었다.
용산 총독 관저는 호화로움에도 불구하고 도심과 거리가 멀었고 전기료 등의 유지비의 과다, 경비의 어려움 등의 제반 문제로 인하여 공식 연회 등의 행사 이외에는 사용하지 않고 방치되었고 조선을 찾은 일본 황족이나 서양의 귀빈들을 위한 숙소와 연회 장소로 간혹 사용하였다. 평상시에는 거의 비어 있는 공간이어서 그때마다 대대적으로 건물을 수리하고 조경 공사를 하였다. 중간에 용산 총독 관저로 관저를 이동하려는 계획이 수립되었으나 실제로 실행에 옮기지는 못하였다. 1950년 한국 전쟁 때 멸실되었다.

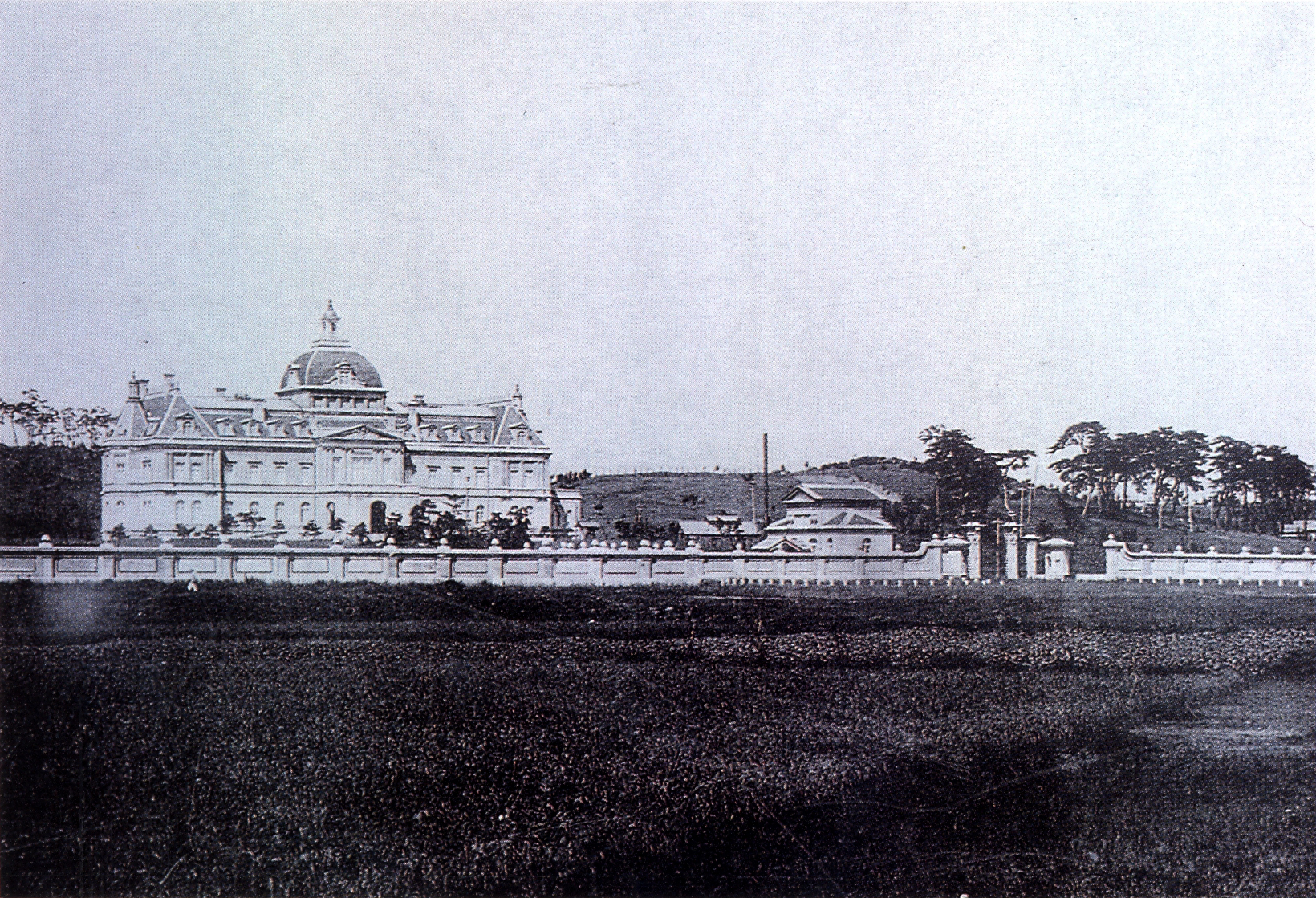
관저 전경
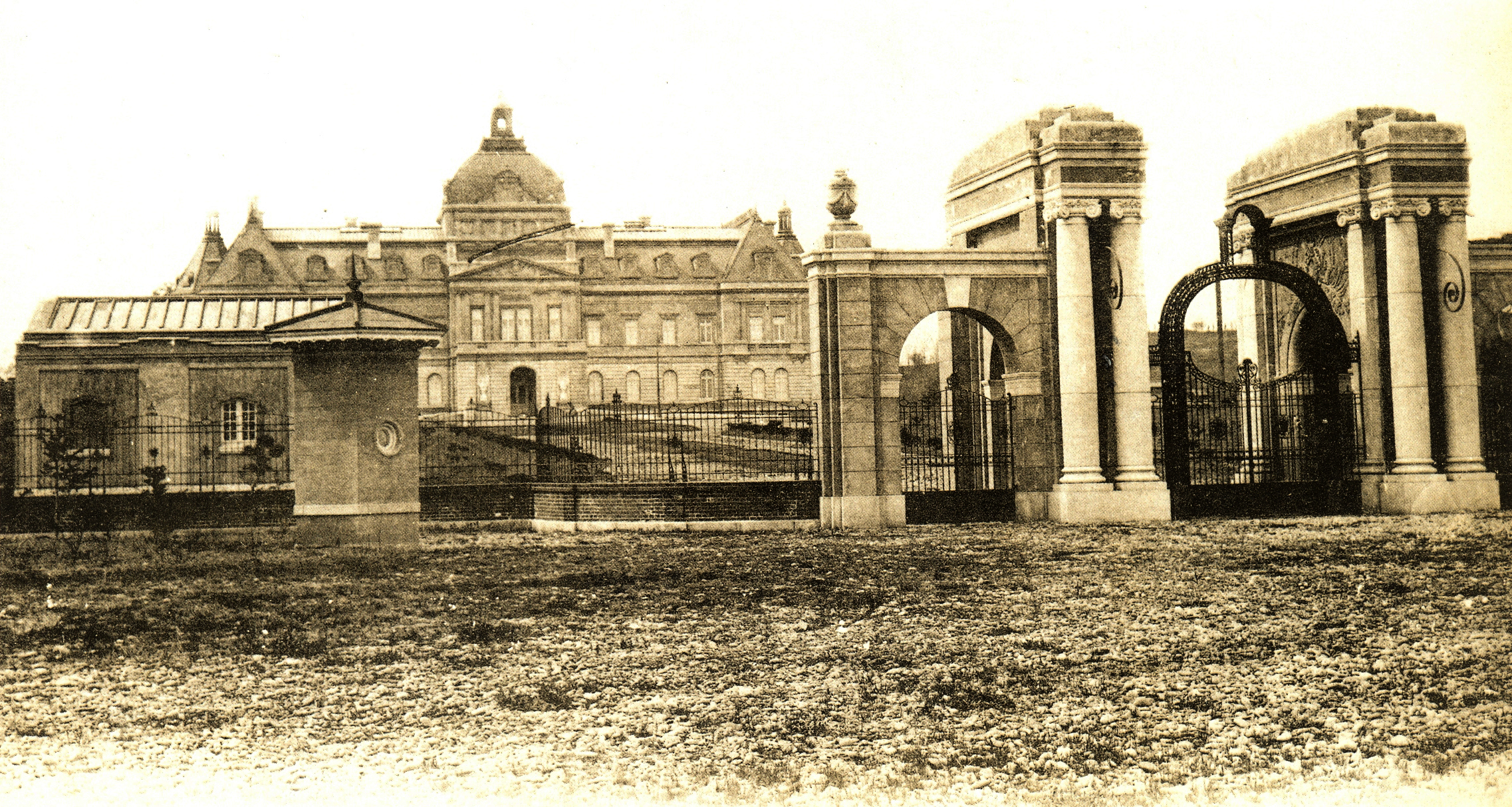
관저 전경
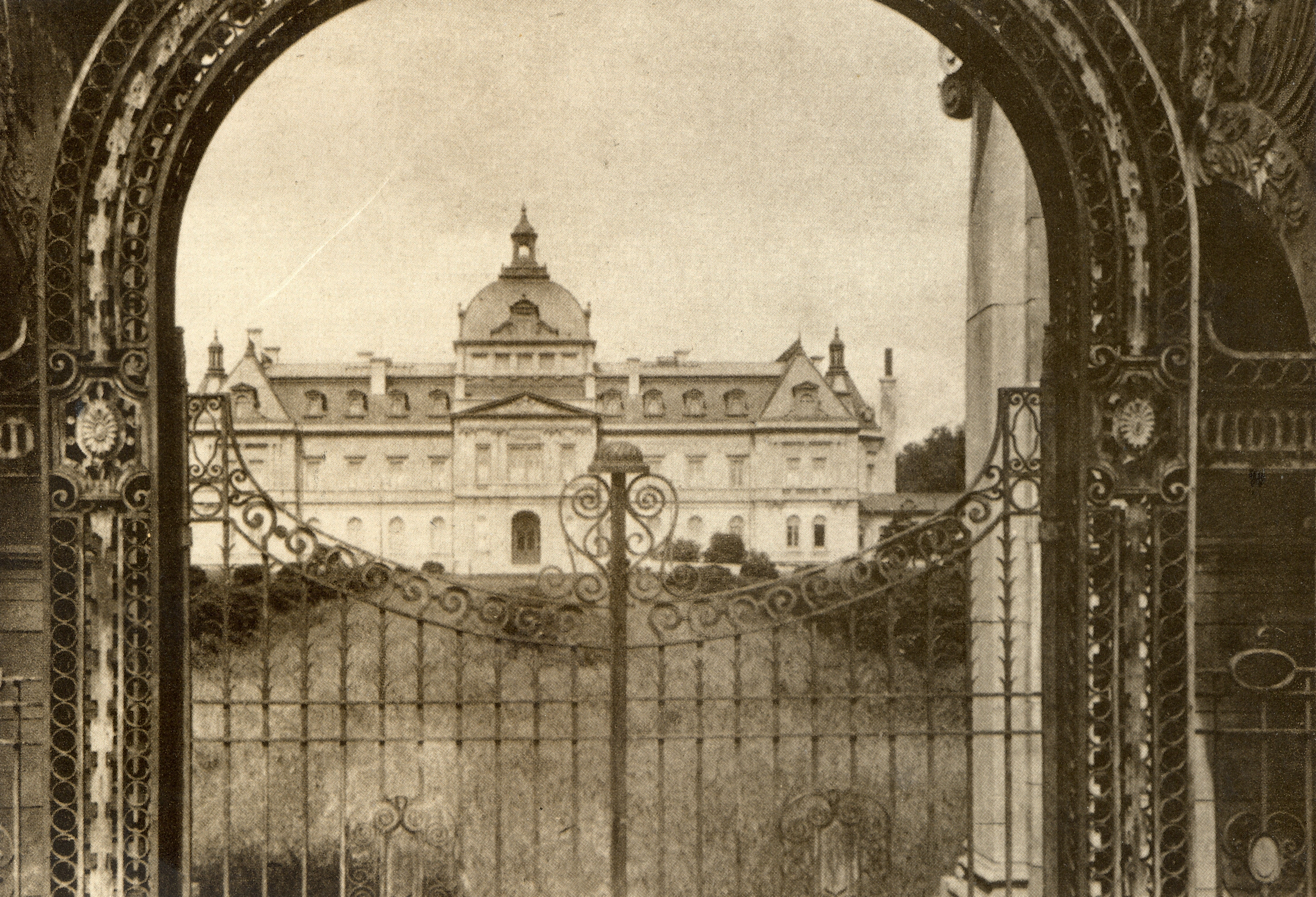
정문에서 본 관저

### 경무대 총독 관저

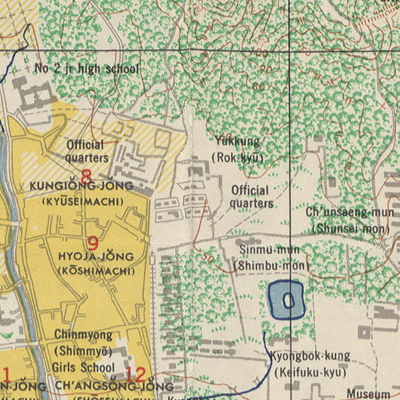
청사 주변 지도

경무대(景武臺) 총독 관저는 1937년에 착공하여 1939년 경복궁 북쪽(현재 청와대 부지)에 건립되었다. 본래 1868년(고종 5년)에 경복궁이 중건되면서 후원 자리에 4개의 건물이 지어졌는데 그 가운데 하나가 경무대였다. 조선총독부는 경무대를 비롯한 경복궁 후원 건물들을 철거하고 그 자리에 총독 관저를 신축하였다. 관저의 명칭은 헐린 건물 중 하나인 경무대의 이름을 땄다. 이름의 기원에 대해서는 여러 설이 있지만 경복궁의 ‘景’과 궁의 북문인 신무문의 ‘武’에서 따왔다는 설이 우세하다. 1892년(고종 29년) 경에 그려진 〈수선전도〉에는 경복궁 신무문 밖 후원 지역에 ‘경무대’라는 지명이 표기되어 있다.
1937년 3월 22일에 기공식이 있었고 4월 2일에 신축 공사가 시작되어 10월 12일에 지진제가 열렸다. 당시 부지의 총면적은 야산을 포함해 171,902m2, 관저의 연면적은 1,861m2이었다. 1938년에 정초식이 있었고 같은 해 6월 13일에 상량식까지 했으나 중일 전쟁으로 인한 물자 부족으로 9월 2일에 공사가 일시 중지되었다. 1939년 4월 5일에 공사가 재개되었으며 같은 해 7월 25일에 준공되어 9월 20일에 낙성식이 있었다.
관저는 벽돌조 건물로 지하 1층, 지상 2층의 규모였다. 정면 중앙에 사각 기둥으로 지지되는 캐노피를 두었고 경사 지붕으로 처리하였으며 창문 위쪽에는 차양을 돌출시켰다. 1939년에 제7대 조선 총독 미나미 지로가 왜성대 총독 관저를 시정기념관으로 개편하면서 본격적으로 총독 관저로서 사용되기 시작하였다.
광복 이후 총독 관저는 미군정의 최고 책임관인 군정장관 하지 중장의 관저로 사용되다가 1948년에 대한민국 정부가 수립되면서 대통령 이승만의 집무실 겸 관저로 사용되었다. 1960년 4·19 혁명 이후 탄생한 제2공화국의 대통령 윤보선은 경무대가 독재정권을 연상시킨다고 주장하면서 1960년 12월 30일에 청와대(靑瓦臺)로 개명하였다. 명칭은 건물에 ‘푸른 기와’를 덮은 데서 유래하였다. 1990년에 청와대의 본관을 신축한 이후 1993년 10월 15일에 철거하였고 ‘청와대 구 본관 터’ 기념 표석을 세웠다.

### 조선총독부 관사
1906년에 통감부의 설치로 국내에 일본인 관리가 대거 등용되면서 이들을 위한 관사가 대량으로 지어졌으며 탁지부 건축소의 설립으로 더욱 본격화되었다. 탁지부 건축소의 설치 이후 1910년까지 수행한 공사의 건수를 보면 관사 및 숙사의 비율이 83%로 가장 높았다. 1910년 이후 일본인들의 통치 기구가 정비되면서 관사의 건설은 더욱 급속히 진행되었는데 당시 경성부는 급격한 인구의 증가로 인하여 심각한 주택 부족에 시달리고 있었으며 관사의 대량 보급은 주택 보급 안정화에도 기여를 하였다. 조선총독부 관사는 거주자의 직급과 관등에 따라 규모와 설치되는 실의 종류 등에서 차이를 보임에도 불구하고 공통된 특징을 가지고 있는데 가장 대표적인 특징이 한·양·일 절충식 공간 구성이다. 일본인들을 위한 일본 전래의 주거 형식(일반 생활 공간)과 근대기 서구에서 도입된 서구적 공간(응접실, 식당, 서재 등의 공적 공간), 그리고 한국의 기후 등에 적응하기 위한 한국 전통적 공간(온돌)의 특징이 한 주택 내에서 모두 사용되었다.

## 총독부 청사와 풍수침략설

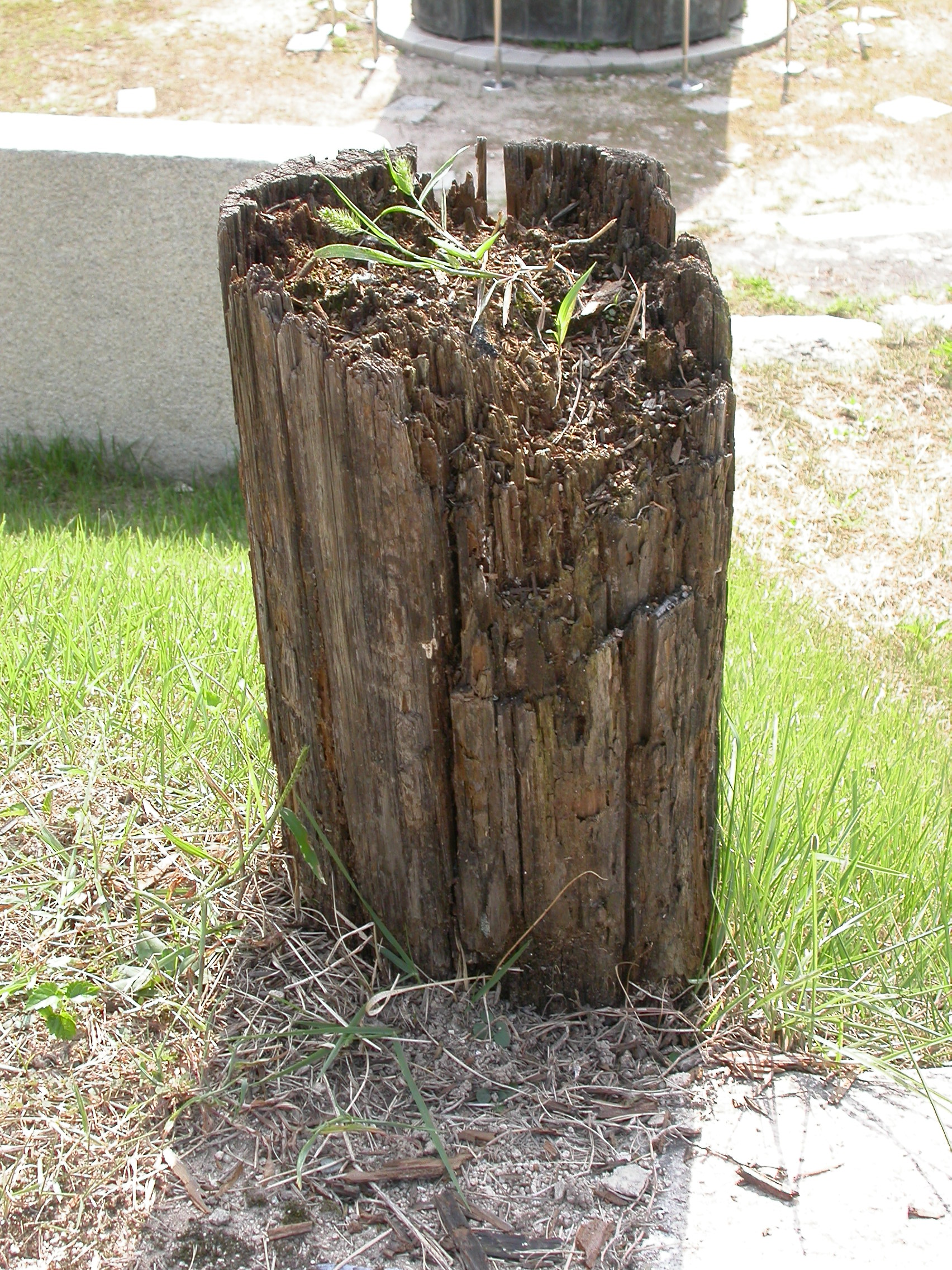
지반 공사에 사용된 나무 말뚝

- 대일본 형상화 속설 : 북악산과 경복궁 조선총독부 청사, 경성부청 청사(현재 서울특별시청)의 외관을 조합하면 한자로 ‘대일본’(大日本)을 형상화하고 있어서 풍수지리학적으로 일본 제국주의의 식민지 통치를 상징한다는 주장이 제기되었다. 그러나 당시 경성부청 설계에 참여했던 조선총독부 건축과 기수 사사 게이이치(笹慶一)는 1926년에 《조선과 건축》(朝鮮と建築)에서 “평면도는 부지의 경계에 붙여서 궁형(弓形)으로 하고 (…) 의장(현재 서울특별시청 태평홀)은 중앙 뒤쪽에 따로 설치하였다”고 기술한 점을 볼 때 애초에 설계자는 건물 모양을 ‘本’이 아닌 ‘弓’으로 인식하였다.[57] 그리고 당시 서양 근대 건축의 저택, 궁전, 관공서는 대칭형의 위압적인 평면 형태가 일반적이었으며 건물 안쪽에 중정(中庭, 안뜰)을 배치하는 ‘日’자형이 전형적인 형태였다. 대표적인 예가 영국인 건축가 에드윈 루티언스가 설계한 인도 뉴델리의 인도총독부 청사(현재 인도 대통령 관저로 사용되는 라슈트라파티 바반)이며 경복궁 조선총독부 청사의 모델이기도 하다.[58]
- 중심축 훼손 문제 : 일제가 민족정기를 말살하기 위해 경복궁 중심축과는 벗어난 남북축을 설정하고 이를 따라 총독부 청사와 광화문, 조선신궁을 건설했다는 주장이 있다. 조선총독부는 서울을 재정비하면서 경복궁의 중심인 근정전 앞쪽에 총독부 청사를 신축하고 남산에는 조선신궁을 배치하는데 경복궁 중심축과 5.7° 차이가 난다. 전문가들은 중심축의 차이를 근대적인 서구식 측량법을 사용한 식민지 시대 서울의 도시 계획과 풍수지리학적인 개념과 전통적인 측량법을 사용한 조선 시대의 건축상의 차이로 인한 결과로 설명한다. 비슷한 맥락에서 해가 뜨고 지는 궤적에 따라 형성되는 진북과 지구 자기장이 형성하는 자북은 5°가량 차이가 난다. 이에 따르면 중건된 경복궁은 자북을 응용한 반면에 조선총독부에 의한 총독부 청사의 신축과 광화문 재배치는 진북을 기준으로 한 것이라고 볼 수도 있다.[59]
- 기초 말뚝 설치 문제 : 경복궁 조선총독부 청사를 철거하는 과정에서 건물 부지 지하 4.5ｍ에 박혀있는 9,388개의 대형 나무 말뚝이 드러났다. 지름 20 ~ 25cm, 길이 4 ~ 8ｍ 정도의 나무 말뚝을 가로, 세로 각각 60cm 정도의 간격으로 촘촘히 박아놓았다. 일각에서는 일제가 민족정기를 말살하기 위하여 말뚝을 설치한 것이라 주장하였지만 말뚝은 건축 용도로 지반을 다지기 위해 박아 놓은 것이다.[60] 공사 기록에 따르면 백두산과 압록강에서 소나무를 잘라와 터파기 공사 때 지하에 박아 놓았으며 지반에서 물이 솟아올라 양수기로 퍼내며 작업했다고 기록되어 있다. 청사의 해체 당시에 지반 안정과 비용, 공사 기간 등을 고려하여 말뚝을 그대로 둔 채 흥례문 등을 복원하였다.[61]

## 같이 보기
- 조선총독부
- 경복궁
- 청와대
- 게오르크 데 랄란데
- 가타야마 도쿠마
- 노무라 이치로
- 구니에다 히로시

## 관련 도서
- 《건축은 없다》, 박민철 외, 간향미디어, 1995년.
- 《구 조선총독부 건물 실측 및 철거 보고서》 전2권, 건축사사무소 새한, 국립중앙박물관, 1997년.
- 《남아있는 역사, 사라지는 건축물》, 김정동, 대원사, 2001년.
- 《통감관저, 잊혀진 경술국치의 현장》, 이순우, 하늘재, 2010년.
- 《일본, 조선총독부를 세우다》, 허영섭, 채륜, 2010년.